# Liste de mines en Afrique du Sud
Voici une liste de mines situées en Afrique du Sud, triée par notoriété et par type de production.

## Liste
Mines notables :
- Big Hole
- Du Toit's Pan (en)
- mine de diamants Finsch
- Mine de Jagersfontein
- Mine de Koffiefontein
- Mine Premier
- Mine de Venetia

### Diamant
| nom                    | produit(s) | coordonnées | lieu   | propriétaire   | dates  | notes |
| mine de diamants Baken | Diamant    |             | Orange | Trans Hex (en) | ???? - |       |

### Charbon
| nom                             | produit(s) | coordonnées | lieu       | propriétaire | dates  | notes |
| mine Grootegeluk (en)           | Charbon    |             | Limpopo    | EXXARO (en)  | ???? - |       |
| mine Leeuwpan (en)              | Or         |             | Mpumalanga | EXXARO (en)  | ???? - |       |
| mine Tshikondeni (en)           | Charbon    |             | Limpopo    | EXXARO (en)  | ???? - |       |
| Mafube coal (en)                | Charbon    |             | Mpumalanga | EXXARO (en)  | ???? - |       |
| Mafube joint venture (JV)2 (en) | Charbon    |             | Mpumalanga | EXXARO (en)  | ???? - |       |
| mine Iyanda (en)                | Charbon    |             | Mpumalanga | EXXARO (en)  | ???? - |       |
| Exxaro reductants (en)          | Charbon    |             | Limpopo    | EXXARO (en)  | ???? - |       |
| mine Arnot (en)                 | Charbon    |             | Mpumalanga | EXXARO (en)  | ???? - |       |
| mine Matla (en)                 | Charbon    |             | Mpumalanga | EXXARO (en)  | ???? - |       |
| North Block Complex (en)        | Charbon    |             | Mpumalanga | EXXARO (en)  | ???? - |       |
| mine New Clydesdale (en)        | Charbon    |             | Mpumalanga | EXXARO (en)  | ???? - |       |

### Fer
| nom             | produit(s) | coordonnées | lieu       | propriétaire | dates | notes |
| mine de Khumani | Fer        |             | Kathu (en) | Assmang      |       |       |

### Uranium
- mine Springbok Flats (en)